# Dolní Kralovice
Dolní Kralovice település Csehországban, a Benešovi járásban. Dolní Kralovice Tomice, Hněvkovice, Šetějovice, Loket, Snět, Blažejovice és Bernartice településekkel határos. Lakosainak száma 899 fő (2024. január 1.).

## Népesség
A település lakosságának változását az alábbi diagram mutatja:
| Lakosok száma | 1927 | 1882 | 1928 | 1566 | 954  | 905  | 889  | 886  | 863  | 899  |
|               | 1869 | 1890 | 1921 | 1950 | 1980 | 2001 | 2017 | 2019 | 2022 | 2024 |